# رزان (مركز)
مركز رزان أو مركز وادي رزان هو مركز سعودي يتبع محافظة هروب الواقعة بمنطقة جازان جنوب غرب السعودية.